# TSV Havelse
Maillots
Actualités
Le TSV Havelse est un club de football allemand fondé en 1912 et basé à Garbsen dans le quartier de Havelse. 
Le nom complet de l'association est Turn und Sportverein Havelse 1912 e.V.. Elle possède cinq sections sportives (Danse, Gymnastique, Tennis de table, Tennis et Football) et compte plus de 800 membres.

## Histoire
Le club est fondé le 5 août 1912 à Havelse, à l'époque un village de 250 habitants. Le club est nommé FC Pelikan Havelse (Pelikan est la marque du ballon de football acheté par les hommes du village). Après la première guerre mondiale et la période d'hyperinflation en Allemagne, le club arrête son activité en 1923. En 1929, le club est relancé uniquement avec une section gymnastique, il est nommé TV Havelse, puis en 1933 est de nouveau créé une section football. Le club se renomme ensuite TSV Havelse et évolue dans les divisions inférieures au niveau local.
En 1947, le club se renomme TSG Havelse-Marienwerder, car le village voisin de Marienwerder fait partie de la ligue de Hanovre, cela permet au club de se mesurer avec les clubs de Hanovre. Un an plus tard le directeur des paris sportifs de la Basse-Saxe prend la présidence du club et commence à mieux structurer le club.
Le club atteindra en 1981 le troisième niveau allemand, en 1989 il sera champion d'Oberliga mais échouera aux barrages de montée, un an plus tard le TSV Havelse est vice-champion et est promu en 2.Bundesliga.
La saison 1990-1991 en deuxième division sera fatale pour le petit club de Havelse, en terminant avant-dernier il sera relégué, puis commencera une lente descente vers le sixième niveau allemand.
Toutefois lors de la saison 1991-1992, le club créé la surprise en battant au premier tour de la Coupe d'Allemagne le FC Nuremberg aux tirs au but (4 à 2).
À partir de 2010 le club s'établira en Regionnalliga, la quatrième division. En 2020-2021, la saison est interrompue à cause de la pandémie de Covid-19, le club se classe deuxième de son groupe et profitera du désistement d'autres clubs pour participer aux barrages de montée pour la 3.Liga. Le TSV Havelse remporte les barrages avec deux victoires 1 - 0 contre le représentant de la Bavière et est promu dans le football professionnel pour la saison 2021-2022.

## Palmarès
| Compétitions nationales                   |
| ----------------------------------------- |
| - Oberliga Nord (1) : - Vainqueur : 1989. |

## Stades
Le TSV Havelse évolue au Wilhelm-Langrehr-Stadion d'une capacité de 3500 places. Le stade ne répondant pas aux exigences de la fédération pour les matchs de 3.Liga, le club jouera à la HDI-Arena à Hanovre comme il l'avait déjà fait en 1990-91 lors de sa saison en 2.Bundesliga.
Le record de spectateurs à domicile au Wilhelm-Langrehr-Stadion date du 14 juin 1990, avec 6000 spectateurs pour le match de montée en 2.Bundesliga contre le SV Wuppertal. Le record au Niedersachsenstadion est de 28000 spectateurs lors du derby contre Hanovre 96 le 14 septembre 1990 en deuxième Bundesliga.